# W. E. B. Du Bois

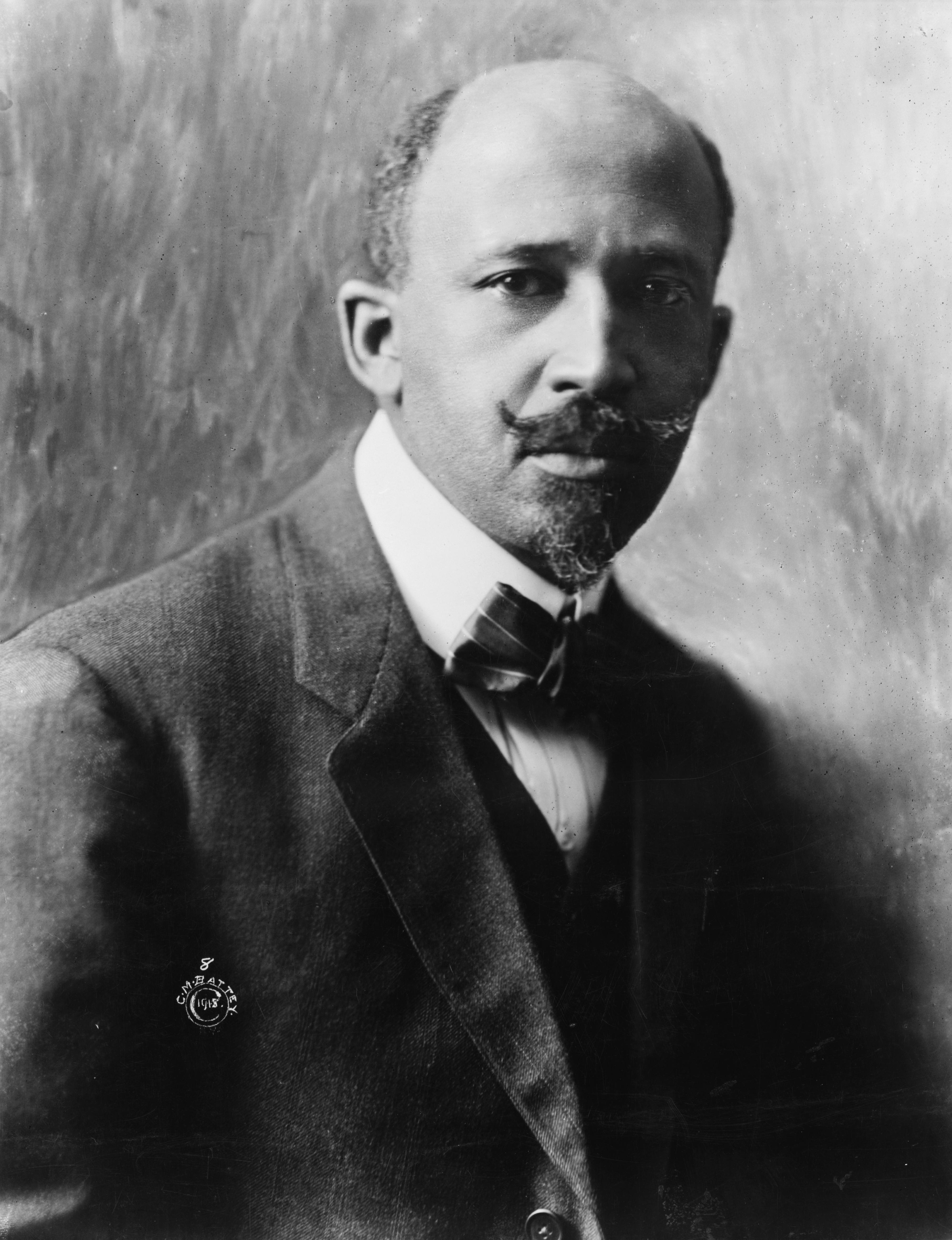
W. E. B. Du Bois (1918)

Du Bois’ Statistik Negro Colleges 1898

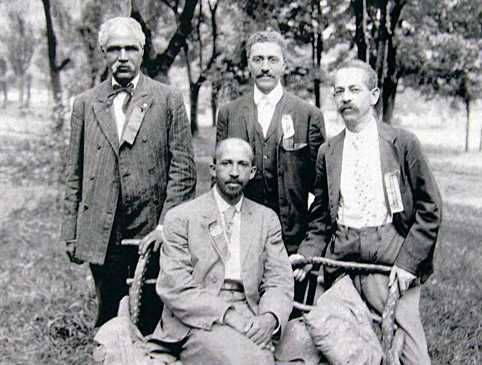
Gründungsmitglieder der Niagara-Bewegung 1906: (sitzend) W. E. B. Du Bois, (stehend von links) J. R. Clifford, L. M. Hershaw und F. H. M. Murray

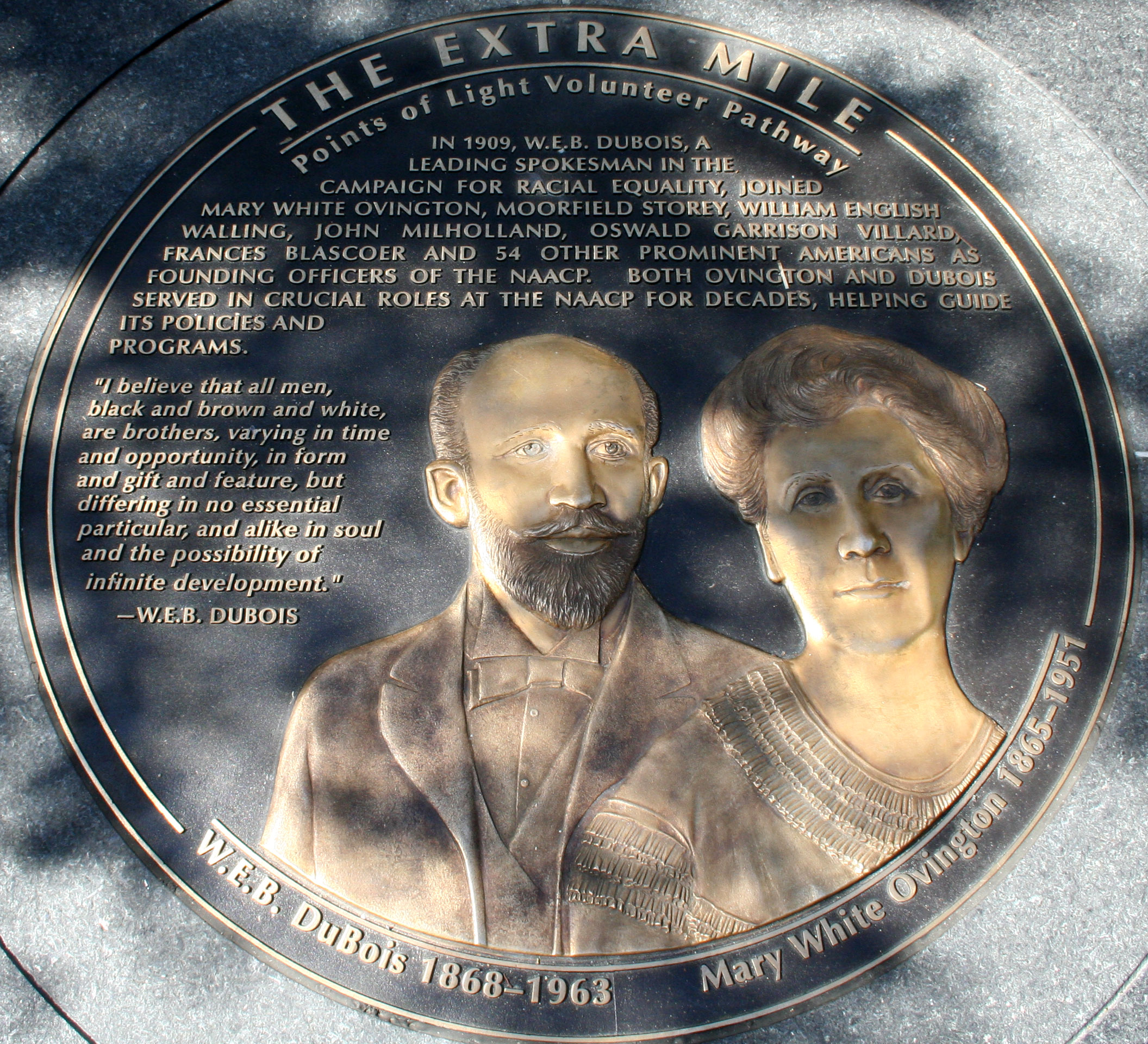
W. E. B. DuBois und Mary White Ovington als Gründungsmitglieder der NAACP

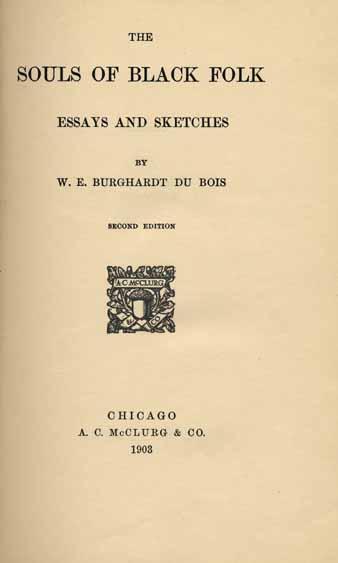
Titelbild von
The Souls of Black Folk

William Edward Burghardt „W. E. B.“ Du Bois ([duːˈbɔɪz], * 23. Februar 1868 in Great Barrington, Massachusetts; † 27. August 1963 in Accra, Ghana) war ein US-amerikanischer Historiker, Soziologe, Philosoph und Journalist, der bei der Bürgerrechtsbewegung mitwirkte.

## Leben und Wirken

### Herkunft und Ausbildung
William Du Bois entstammte einer seit Generationen freien Schwarzen Familie in Massachusetts, die schon früh ins Bürgertum aufgestiegen war. Mütterlicherseits kann man die Familie auf Freie aus der Zeit vor dem Unabhängigkeitskrieg der USA zurückverfolgen, väterlicherseits auf eingewanderte haitianische Schwarze. Sein Urgroßvater James Du Bois war ein französischer Hugenotte und Sklavenhalter, der mit seinen Sklavinnen mehrere Kinder hatte. Der Familienname Du Bois findet hier seinen Ursprung. Sein Vater Alfred verließ die Familie kurz nach der Geburt seines Sohnes. William Du Bois lernte seinen Vater nie kennen; die im Stich gelassene Mutter verbitterte. Sie starb 1884.
Bis 1884 besuchte William Du Bois die örtliche High School. Ab 1883 schrieb er für eine örtliche Zeitung und verdiente etwas Geld durch Aushilfstätigkeiten. 1885 konnte er dank eines Stipendiums der kongregationalistischen Gemeinde seiner Heimatstadt ein Studium an der für Afroamerikaner gegründeten Fisk University in Nashville aufnehmen. Die Südstaaten sowie den dort herrschenden Rassismus kennenzulernen, den er aus seiner Heimat nicht kannte, und das Leben unter Schwarzen waren prägende Erfahrungen. In den beiden Sommerferien seiner Studienjahre in Nashville arbeitete Du Bois als Lehrer an einer Landschule in Tennessee. Im Juni 1888 schloss er das Studium an der Fisk University mit dem Bachelorexamen ab.
Ab dem Herbst 1888 konnte er dank eines weiteren Stipendiums seine Studien in Harvard fortsetzen; zunächst von 1888 bis 1890 am Harvard College als Undergraduate, da sein an der Fisk University erworbener Titel nicht anerkannt wurde; dann von 1890 bis 1892 an der Harvard University, an der er 1892 einen Master in Geschichte erwarb und das Slater-Auslandsstipendium gewann.
Von 1892 bis 1894 studierte er in Deutschland an der Friedrich-Wilhelms-Universität zu Berlin, mit einem Abstecher an die Universität Heidelberg. Die Entscheidung für Berlin fiel, weil die dortige Universität in den USA als die beste aller Universitäten galt und jeder, der es in den USA als Wissenschaftler zu etwas bringen wollte, dort studiert haben musste. Beim akademischen Niveau war der Unterschied zur Harvard University so hoch, dass die Berliner Universität die Harvard-Abschlüsse nicht anerkannte, was Du Bois „mit einer gewissen Befriedigung“ vernahm. In Heidelberg besuchte er Vorlesungen bei Max Weber, in Berlin bei Gustav Schmoller, Adolph Wagner und Heinrich von Treitschke. Gustav Schmoller bot Du Bois an, bei ihm zu promovieren. Doch dazu wäre ein drittes Berliner Studienjahr erforderlich gewesen – und sein Stipendium war auf zwei Jahre befristet. In seiner Autobiografie schreibt Du Bois mit Begeisterung über seine Erfahrungen mit den Deutschen und von der Horizonterweiterung in der deutschen Hauptstadt:

“I found myself on the outside of the American world, looking in. With me were white folk – students, acquaintances, teachers – who viewed the scene with me. They did not always pause to regard me as a curiosity, or something sub-human; I was just a man of the somewhat privileged student rank, with whom they were glad to meet and talk over the world; particularly, the part of the world whence I came.”

„Ich befand mich außerhalb der amerikanischen Welt und blickte in sie hinein. Mit mir waren Weiße – Schüler, Bekannte, Lehrer – die die Szene mit mir betrachteten. Sie hielten nicht ständig inne, um mich als eine Kuriosität oder etwas Untermenschliches zu besichtigen; ich war nur ein Mann aus dem einigermaßen privilegierten Studentenstand, mit dem man sich gerne traf und mit dem man sich über die Welt unterhielt; insbesondere den Teil der Welt, aus dem ich kam.“

Du Bois bewunderte den deutschen Kanzler Otto von Bismarck: „Er formte aus einer Masse sich zankender Völker eine Nation. […] Dies ließ mich ahnen, was die amerikanischen Schwarzen tun müssen: mit Kraft und Entschlossenheit unter fähiger Führung voranmarschieren.“
Nach seiner Rückkehr wurde Du Bois 1895 als erster Schwarzer in Harvard promoviert mit einer Dissertation zur Geschichte des Verbotes des Sklavenhandels in den USA. Trotz bester Noten blieb ihm eine wissenschaftliche Karriere an den renommierten Universitäten verwehrt, sodass er 1895 eine Lehrerstelle am Wilberforce College in Ohio annahm, an dem er Altgriechisch, Latein und Deutsch unterrichtete. Ein Jahr später bekam er einen Forschungsauftrag in Philadelphia, die Lehre blieb ihm aber verwehrt. Mit der Veröffentlichung seiner Forschungsarbeit über die Situation der Schwarzen in Philadelphia gelang ihm sein wissenschaftlicher Durchbruch als erster Schwarzer Soziologe.

### Forschungs- und Publikationstätigkeit (1897–1945)
Von 1897 bis 1910 hatte Du Bois eine Professur für Geschichte und Wirtschaftswissenschaften an der schwarzen (HBCU) Atlanta University inne, die er für weitere Studien über die Situation der schwarzen Bevölkerung vor allem in ländlichen Gegenden nutzte. Gleichzeitig publizierte er eine Reihe von Aufsätzen und war Mitgründer mehrerer Zeitungen: Moon (erschienen 1906 und 1907), Horizon (erschienen von 1907 bis 1910) und The Crisis (erscheint seit November 1910). Während des Jahres 1900 nahm er an der ersten Pan-Afrikanischen Konferenz in London teil und wurde dort durch seine Proklamation To the Nations of the World bekannt: “The problem of the twentieth century is the problem of the colour line.” (deutsch: „Das Problem des 20. Jahrhunderts ist das Problem der [Trennungs-]Linie der [Haut-]Farbe [also die Rassenschranke].“) Die Proklamation richtete sich direkt an die britische Regierung und forderte, die Beurteilung von Menschen anhand ihrer physischen Merkmale zu überwinden: “Let not mere colour or race be a feature of distinction drawn between white and black men, regardless of worth or ability.” (deutsch: „Lassen Sie nicht die bloße Farbe oder Rasse ein Merkmal der Unterscheidung zwischen weißen und schwarzen Männern (oder Menschen) sein, ohne Berücksichtigung von Wert oder Fähigkeit.“)

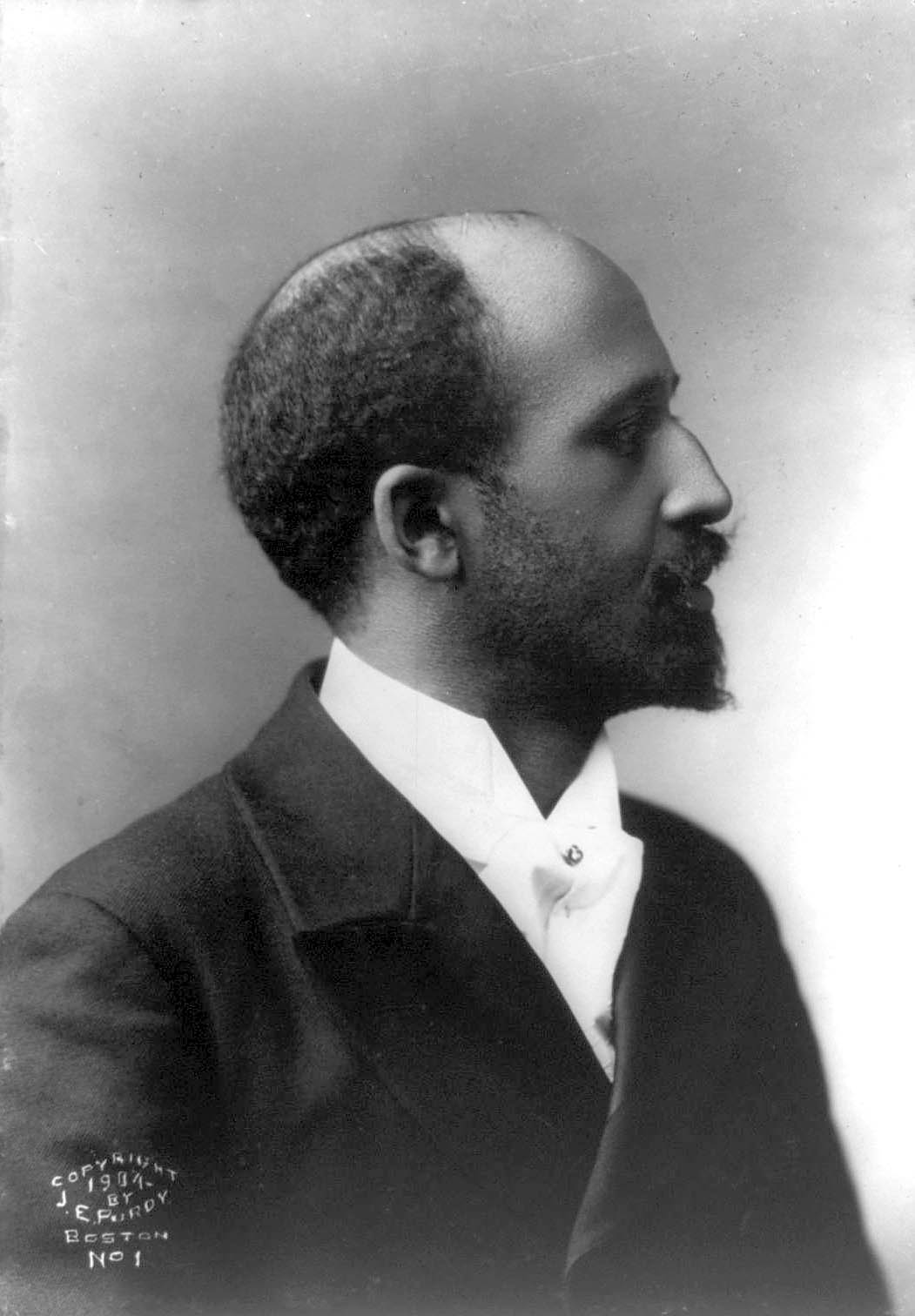
W. E. B. Du Bois (1904)

Du Bois engagierte sich in der entstehenden Bürgerrechtsbewegung, brach aber mit den unter anderem von Marcus Garvey vertretenen Ansichten, eine Emanzipation der Schwarzen sei nur in einem eigenen Staat oder durch Rückkehr nach Afrika zu erreichen. Entgegen der Auffassung Booker T. Washingtons, Schwarze sollten ihren gesellschaftlichen Status hauptsächlich durch berufliche Bildung und Anpassung zu verbessern suchen, gründete Du Bois 1905 mit anderen eine Bewegung, die volle bürgerliche Freiheiten für alle Schwarzen und ein Ende der Diskriminierung forderte. Sie nannte sich nach dem ersten Treffpunkt Niagara-Bewegung.
In seinem von der deutschen Klassik, von der Völkerpsychologie Herders und Nietzsche beeinflussten Hauptwerk The Souls of Black Folk (1903) beschreibt Du Bois die psychischen und sozialen Folgen des Zustands, dass die Identität der Schwarzen von anderen definiert und zum Problem erklärt wird. Schwarze Musik – im zeitgenössischen Kontext vor allem Negro Spirituals – erklärt er zum „einzigartigen spirituellen Erbe der Nation“ und zum „größten Geschenk des Negervolks“. Max Weber war beeindruckt von diesem Werk und begann einen Briefaustausch mit Du Bois. Er regte eine deutsche Übersetzung an (die nicht zustande kam) und gewann Du Bois für einen Beitrag im Archiv für Sozialwissenschaft und Sozialpolitik: Die Negerfrage in den Vereinigten Staaten.
1909 war Du Bois Gründungsmitglied der National Association for the Advancement of Colored People (NAACP), einer bis heute bestehenden Institution der antirassistischen Bürgerrechtsbewegung. Von 1910 bis 1934 saß er im Vorstand der NAACP, leitete zudem die Abteilung für Propaganda und Forschung der NAACP und gab als solcher die Vereinszeitschrift The Crisis heraus, in der wichtige Vertreter der Harlem Renaissance wie Claude McKay, Jean Toomer, Nella Larsen, Georgia Douglas Johnson, Countee Cullen, George Schuyler, Anne Spencer  sowie er selbst regelmäßig publizierten. Sein Essay The Talented Tenth (engl. für das talentierte Zehntel) bezeichnete sein Konzept, wie eine Elite von schwarzen Amerikanern heranzubilden sei. Mit diesen Aktivitäten wurde er zum erklärten politischen Gegenspieler Booker T. Washingtons. Im Widerspruch zu dessen opportunistisch-angepassten Positionen trat er als zunehmend radikaler Vertreter bzw. Vorläufer eines schwarzen Nationalismus auf.
1911 wurde er Mitglied der Sozialistischen Partei, aus der er ein Jahr später wieder austrat. Von 1917 bis 1918 warb er für die Teilnahme von Afroamerikanern am Ersten Weltkrieg und kämpfte gegen ihre Diskriminierung im Kriegsdienst. Beeinflusst vom 14-Punkte-Programm, das der US-Präsident Woodrow Wilson kurz vor Kriegsende verkündet hatte, richtete Du Bois seine politische Tätigkeit auf den afrikanischen Kontinent, für dessen schwarze Bewohner er die gleichen nationalen Selbstbestimmungsrechte propagierte, die Wilson den Europäern zuerkannt hatte. Nach dem Krieg organisierte er 1919 in Paris den ersten Pan-Afrikanischen Kongress als ein Treffen von afrikanischstämmigen Menschen, dem weitere Kongresse unter anderem in Brüssel, London (1921 und 1923), Lissabon und New York City (1927) folgten. Themen waren die Situation in der Diaspora, der Prozess der Dekolonisation und der Friedensschluss in Europa.
1919 gab Du Bois zum ersten Mal The Brownies Book heraus, eine monatlich erscheinende Kinderzeitschrift, deren Zielstellung darin lag, „farbigen Kindern zu ermöglichen, festzustellen, dass Farbig-Sein normal und schön ist. Sie mit der Geschichte und den Errungenschaften der Schwarzen vertraut zu machen. Ihnen Wissen darüber zu vermitteln, dass andere farbige Kinder als schöne, nützliche und berühmte Personen aufgewachsen sind.“
In den 1920er Jahren bereiste Du Bois Westafrika, Deutschland und die Sowjetunion und publizierte weitere Schriften, darunter auch Romane (siehe auch: Afrikanische Literatur: Négritude). Ab 1930 bemühte er sich verstärkt um eine Demokratisierung der NAACP. Im Rückblick schrieb Du Bois: „Unsere gegenwärtige Tragödie besteht darin, daß die Demokratie, von der wir so zungenfertig schwatzen, in unserem eigenen Haus immer mehr abgewürgt wird.“ Die von ihm erhofften Veränderungen blieben aus, wozu auch die Weltwirtschaftskrise beitrug, weil die Frage der Emanzipation der Afroamerikaner in den politischen Hintergrund rückte. 1934 gab Du Bois seine Ämter auf, da er nicht bereit war, in der Vereinszeitschrift The Crisis von kritischen Kommentaren zur Politik der NAACP abzusehen. Du Bois verteidigte 1934 die „Separate but equal“-Politik, die der NAACP bekämpfte. Später revidierte Du Bois seine Meinung in dieser Frage. Eine ausgedehnte Reise durch Europa, Japan und China folgte. Im selben Jahr (1934) berief ihn die University of Atlanta, an der er bis 1910 geforscht hatte, zum Professor für Soziologie. In seinen Schriften beschäftigte er sich in der Folge mit Rassismus, Kolonialismus und Demokratie.
In seinem umfangreichen 1935 erschienenen Werk Black Reconstruction in America analysiert Du Bois den Kampf um die Abschaffung der Sklaverei in den USA. Er identifiziert die Generalstreiks der Schwarzen, ihre Flucht in den Norden und ihren Eintritt in die Armee der Nordstaaten – es handelte sich um etwa 200.000 Soldaten und 300.000 Arbeiter von insgesamt fast 4 Millionen Schwarzen in den Südstaaten – als wichtige, aber weithin unterschätzte Faktoren der Beendigung des Bürgerkriegs. Das noch von Präsident Lincoln geschaffene Freedmen’s Bureau sollte die Integration der geflohenen und freigelassenen Schwarzen organisieren und erzielte Teilerfolge, doch durch den anschließenden politischen Prozess wurde die Vorherrschaft der 300.000 weißen Plantagenbesitzer im Süden wieder hergestellt. Die armen Weißen sowohl der Nord- als auch der Südstaaten fürchteten nach 1865 die Konkurrenz der befreiten Schwarzen. Die Republikaner unter Präsident Andrew Johnson, der sich allerdings erfolglos gegen das volle Bürgerrecht für die befreiten Sklaven wandte (vom Wahlrecht war ohnehin nicht die Rede), wollten diese Entwicklung nicht aufhalten. Nachdem die Demokraten bis zum Ende der 1870er Jahre die Vorherrschaft im Süden erlangt hatten, führten diese allmählich die Rassentrennung ein. Die Rassifizierung verhinderte eine Solidarisierung von weißen und schwarzen Arbeitern; die armen Weißen erhielten gewisse Privilegien wie freien Zutritt zu öffentlichen Schulen und anderen Einrichtungen, die den Schwarzen verweigert wurden. Das gut belegte Buch wurde bis in die 1970er Jahre allerdings wenig beachtet.
1936 hielt sich Du Bois sechs Monate in Deutschland auf. Einerseits war er schockiert über den Antisemitismus und die Verfolgung der Juden. Andererseits staunte er, dass er als Schwarzer keinerlei Rassismus erfuhr: „Ich wurde mit durchgehender Höflichkeit und Zuvorkommenheit behandelt. Undenkbar, dass ich eine ähnlich lange Zeit irgendwo in den Vereinigten Staaten verbracht hätte, ohne einige, wenn nicht gar häufige Fälle persönlicher Beleidigung oder Diskriminierung zu erleben. Hier kann ich mich nicht eines einzigen Beispiels erinnern.“
Du Bois’ Werk Dusk of Dawn (1940) verfolgt die Genese des Rassenkonzepts, wobei er in jedem Kapitel umfangreiche eigene Erfahrungen einarbeitet und zeigt, wie sein gesamtes Leben durch Rassifizerung und Exklusion geprägt war. Das gilt selbst für sein Studium an der als „schwarz“ geltenden Fisk University, an der er nie etwas Positives über die Afroamerikaner gelernt habe, bis er die Schönheit ihrer und seiner Haut in allen Schattierungen erkannte. Er weist auf die Stärke der afroamerikanischen Bevölkerung als Konsumenten und Produzenten hin, die sie jedoch derzeit nicht zur Wirkung bringen könne.
Ende 1943 wurde Du Bois im Alter von 75 Jahren überraschend von der University of Atlanta entlassen. Zahlreiche Wissenschaftler protestierten – vergeblich – gegen seine Entlassung. Daraufhin kehrte er ein zweites Mal zu einem einstigen Arbeitgeber zurück und nahm 1944 bei der NAACP in New York eine Stelle als Leiter ihres Forschungsprogramms an. Im selben Jahr wurde er in die American Academy of Arts and Letters gewählt.

### Engagement für die Panafrikanische und die Friedensbewegung nach 1945
1945 organisierte Du Bois den fünften Pan-Afrikanischen Kongress in Manchester. Seine Arbeit in der NAACP war durch Du Bois’ Konflikte mit der NAACP-Führung (dem Vorstand und dem mächtigen Generalsekretär Walter Francis White) beeinträchtigt. Du Bois verherrlichte Stalin und verschloss die Augen vor dessen Verbrechen. Du Bois war nicht bereit, den sowjetischen Imperialismus mit demselben Maßstab zu messen wie den der USA oder den britischen Imperialismus. Seine Stalin-Liebe isolierte ihn in der NAACP. Hinzu kamen innenpolitische Kontroversen: Im Präsidentschaftswahlkampf 1948 unterstützte Du Bois den Kandidaten der Progressiven Partei, Henry Wallace, die NAACP hingegen Harry Truman. Nicht zuletzt erwies sich die Rivalität zu Walter White als unüberwindbar. Du Bois wollte sich dem NAACP-Generalsekretär nicht unterordnen. Zum 31. Dezember 1948 wurde er von der NAACP entlassen.
Im April 1949 nahm Du Bois am Premier Congrès Mondial des Partisans de la Paix (Erster Weltkongress der Friedenskämpfer) des Weltfriedensrates in Paris teil. Durch sein Eintreten gegen die Atombombe wurde er zu einem bedeutenden Fürsprecher der Friedensbewegung. Im Zuge der von Joseph McCarthy geführten antikommunistischen Kampagne wurde Du Bois wegen seines pazifistischen Engagements und seiner sozialistischen Ideale an seiner Arbeit gehindert. 1951 musste er sich wegen der Anklage, „Agent einer ausländischen Organisation“ zu sein, vor einer Jury verantworten. Zwar wurde er – maßgeblich durch Fürsprache seines als Zeuge auftretenden Freundes Albert Einstein – freigesprochen, gleichwohl blieb die Anklage nicht folgenlos. Die meisten Kirchen der Schwarzen rückten von ihm ab; Hochschulen luden ihn nicht mehr zu Vorträgen ein.
1958 nahm Du Bois an einer Konferenz in Taschkent teil, auf der die Afro-Asiatische Schriftstellerorganisation gegründet wurde, anschließend war er zur Kur im Schloss Meyendorff in Barwicha bei Moskau, das damals als Sanatorium genutzt wurde. 1959 besuchte er Peking und erhielt den Lenin-Friedenspreis in Moskau. 1961 wurde er Mitglied der Kommunistischen Partei der USA; im gleichen Jahr siedelte er mit seiner Frau nach Ghana um, wo sein Freund Kwame Nkrumah erster Premierminister und nach der Ausrufung der Republik erster Staatspräsident geworden war. In seinen letzten Lebensjahren arbeitete er an der Encyclopedia Africana.

## Familie und Tod
1896 heiratete William Du Bois eine seiner Studentinnen in Wilberforce, Nina Gomer (1871–1950), die Tochter „einer echten deutschen Hausfrau“ aus dem Elsass und eines schwarzen Küchenchefs. Sie hatten zwei Kinder. Sein 1897 geborener Sohn Burghardt starb 1899 an Diphtherie. 1951 heiratete William Du Bois die amerikanische Schriftstellerin Shirley Graham.
William Du Bois starb in Accra am 27. August 1963, einen Tag vor dem historischen Marsch auf Washington der Schwarzenbewegung mit Martin Luther Kings Rede I Have a Dream. Kurz zuvor hatte Du Bois die ghanaische Staatsbürgerschaft angenommen.

## Ehrungen

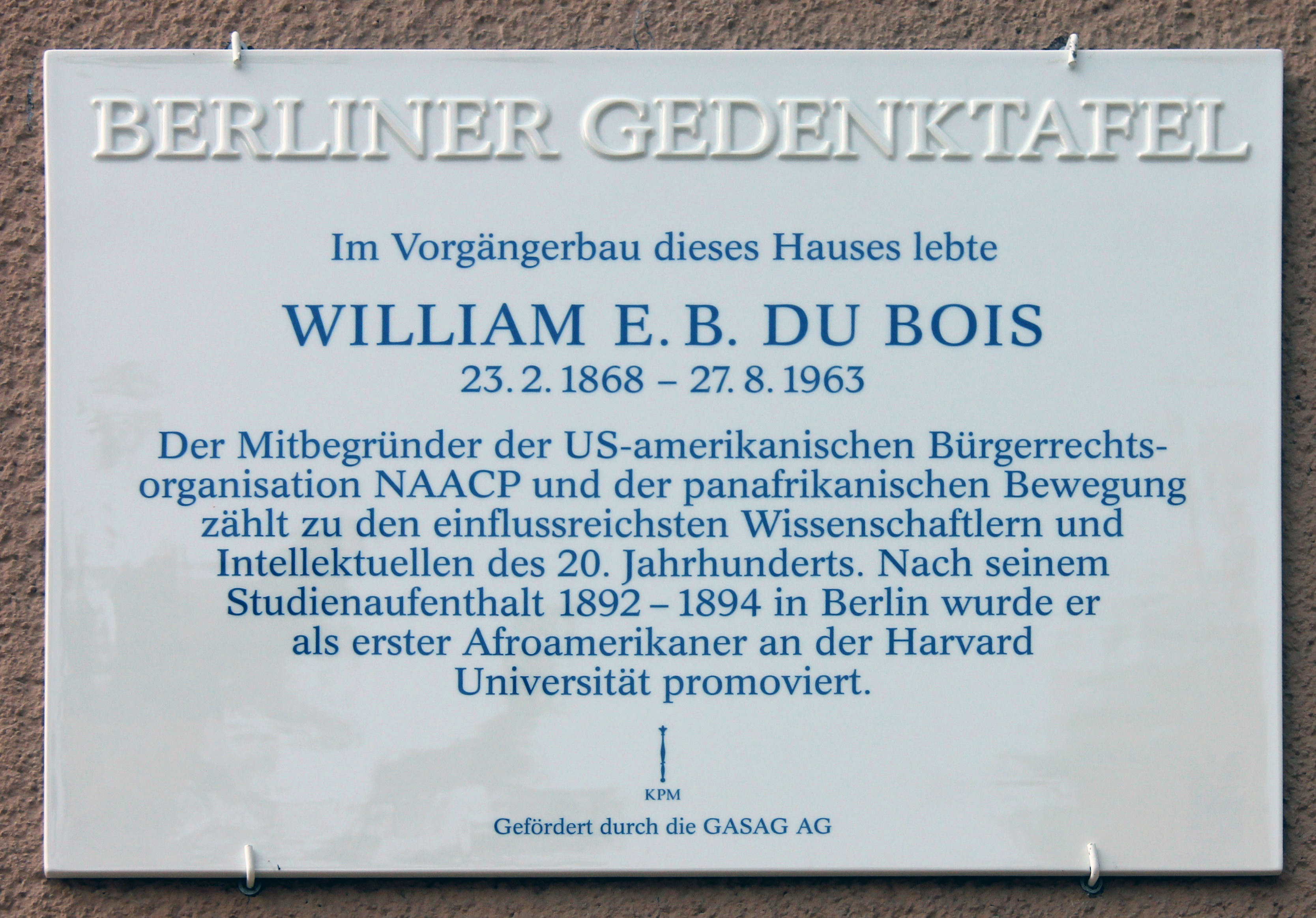
Berliner Gedenktafel am Haus, Oranienstraße 130, in Berlin-Kreuzberg

Du Bois’ nur noch als Ruine erhaltenes Geburtshaus ist seit 1976 unter der Bezeichnung W.E.B. Dubois Boyhood Homesite als National Historic Landmark im National Register of Historic Places eingetragen. Am 27. August 2019 wurde an seinem ehemaligen Wohnort in Berlin-Kreuzberg, Oranienstraße 130, eine Berliner Gedenktafel enthüllt.

## Bücher
- The Suppression of the African Slave-Trade to the United States of America. 1638–1870. Harvard University Press, New York 1896.Digitalisat (1904)
- The Philadelphia Negro. University of Pennsylvania, Philadelphia 1899.
- The Souls of Black Folk. A. C. McClurg & Co., Chicago 1903.
  - Die Seelen der Schwarzen. orange-press, Freiburg 2003, ISBN 3-936086-07-9.
- (gemeinsam mit Booker T. Washington): The Negro in the South, his Economic Progress in Relation to his Moral and Religious Development. G.W. Jacobs & company, Philadelphia 1907.
- John Brown. George W. Jacobs and Company, Philadelphia 1909.
- The Quest of the Silver Fleece. A Novel. McClurg, Chicago 1911.
- Darkwater. Voices from Within the Veil. Harcourt, Brace and Howe, New York 1920.
- Dark Princess. A Romance Harcourt Brace, New York 1928.
- Black Reconstruction in America: An Essay Toward a History of the Part Which Black Folk Played in the Attempt to Reconstruct Democracy in America, 1860–1880. Harcourt, Brace, New York 1935.
- Dusk of Dawn: An Essay Toward an Autobiography of a Race Concept. Harcourt, Brace and Company, New York 1940.
- The Black Flame. Mainstream Publ., New York 1957–1961. Teil 1: The Ordeal of Mansart, 1957. Teil 2: Mansart Builds a School, 1959. Teil 3: Worlds of Color, 1961.
- The Autobiography of W. E. B. Du Bois. A Soliloquy on Viewing my Life from the Last Decade of its First Century. 1968.
  - Mein Weg, meine Welt. Dietz, Berlin 1965.
- Against Racism. Unpublished Essays, Papers, Addresses, 1887–1961. Herausgegeben von Herbert Aptheker, The University of Massachusetts Press, Amherst 1988, ISBN 0-87023-624-5.
- Along the color line. Herausgegeben von Oliver Lubrich. Aus dem Englischen von Johanna von Koppenfels. C. H. Beck, München 2022, ISBN 978-3-406-79154-3.
- W. E. B. Du Bois als Herausgeber - online im Internet Archive